# Citidin-monofosfat
Citidine monofosfat, citidilat, CMP, je RNK gradivni blok. Ovaj nukleotid je ester fosforne kiseline i nukleozida citidina. CMP se sastoji od fosfatne grupe, pentoznog šećera riboze, i nukleobaze citozina. Kao supstituent on se označava prefiksom citidilil-.

## Metabolizam
može da bude fosforilizovan u citidin difosfat enzimom CMP kinaza, sa adenozin trifosfatnim ili guanin trifosfatnim doniranjem fosfatne grupe. Pošto se citidin trifosfat stvara aminacijom uridin trifosfata, glavni CMP izvor je RNK razlaganje, npr. putem ribonukleaza.

## Biohemija
se koristi za aktivaciju metabolizma manoze.

## Spoljašnje veze
- Cytidine+monophosphate на 